# Wherever I Lay My Hat (That's My Home)
Wherever I Lay My Hat (That's My Home) är en låt skriven av Marvin Gaye, Barrett Strong och Norman Whitfield, först inspelad 1962 av Marvin Gaye. Den var b-sida på Marvin Gayes singel Too Busy Thinking 'Bout My Baby 1969.
1983 spelades den in i en coverversion av Paul Young. Den versionen blev etta på brittiska singellistan tre veckor i följd i juli och augusti 1983. Låten finns med på Paul Youngs album No Parlez.